# 死神見習!オツカレちゃん
『死神見習!オツカレちゃん』（しにがみみならい！オツカレちゃん）は、コハラモトシによる日本の漫画。

## 概要
『まんがくらぶ』（竹書房）にて、「オツカレちゃん」のタイトルで2017年2月号から4月号までゲスト掲載。2017年5月号からは「死神見習!オツカレちゃん」に改題され、2018年12月・2019年1月合併号まで連載されていた。

## 登場人物
オツカレちゃん
本作の主人公。人間を殺したいのに癒してしまう残念な死神。
ケルベロス
オツカレちゃんの使い魔。

## 書誌情報
- コハラモトシ『死神見習!オツカレちゃん』竹書房〈バンブーコミックス〉全2巻

1. 2018年5月26日発売、ISBN 978-4-8019-6271-2
2. 2018年12月7日発売、ISBN 978-4-8019-6460-0